# Dinamarca en los Juegos Olímpicos de Squaw Valley 1960
Dinamarca estuvo representada en los Juegos Olímpicos de Squaw Valley 1960 por un deportista que compitió en patinaje de velocidad.  
El equipo olímpico danés no obtuvo ninguna medalla en estos Juegos.